# Biserovus bindae
Biserovus bindae är en djurart som tillhör fylumet trögkrypare, och som först beskrevs av Christenberry och Higgins 1979.  Biserovus bindae ingår i släktet Biserovus och familjen Macrobiotidae. Inga underarter finns listade i Catalogue of Life.